# Величский повет
Величский повет (пол. Powiat wielicki) — повет (район) в Польше, входит как административная единица в Малопольское воеводство. Центр повета — город Величка. Занимает площадь 411 км². Население — 121 534 человека (на 31 декабря 2015 года).

## Административное деление
- города: Неполомице, Величка
- городско-сельские гмины: Гмина Неполомице, Гмина Величка
- сельские гмины: Гмина Бискупице, Гмина Гдув, Гмина Клай

## Демография
Население повета дано на 31 декабря 2015 года.
| Перепись            | Всего   | Мужчины | Женщины |
| ------------------- | ------- | ------- | ------- |
| Всего               | 121 534 | 59 346  | 62 188  |
| Городское население | 33 659  | 16 147  | 17 512  |
| Сельское население  | 87 875  | 43 199  | 44 676  |